# Schülersammelliste

Muster einer Schülersammelliste

Eine Schülersammelliste (amtliche deutsche Bezeichnung), in Österreich Liste der Reisenden, in der Schweiz Schülerliste, in Großbritannien List of Travellers genannt, ist ein Reisedokument, mit dem Schulklassen auch dann geschlossen ins europäische Ausland reisen können, wenn nicht alle Schüler über einen Reisepass und ein zum Transit durch einen Drittstaat, zur Einreise in den Drittstaat und Wiedereinreise in den Heimatstaat notwendiges Visum oder eine Aufenthaltserlaubnis verfügen. Eine Schülersammelliste ersetzt insofern den fehlenden Aufenthaltstitel; optional – je nach den Regelungen des Mitgliedstaats – kann sie auch zugleich einen Passersatz darstellen.

## Geschichte
Die Schülersammelliste beruht auf dem Beschluss des Rates der Europäischen Union vom 30. November 1994 über die vom Rat auf Grund von Art. K.3 Absatz 2 Buchst. b des Vertrages über die Europäische Union beschlossene gemeinsame Maßnahme über Reiseerleichterungen für Schüler von Drittstaaten mit Wohnsitz in einem Mitgliedstaat. Nach den Begründungserwägungen soll sie dazu beitragen, dass sich Drittstaatsangehörige besser integrieren können. Der Beschluss gilt in den Mitgliedstaaten nicht unmittelbar, sondern muss in nationales Recht umgesetzt werden. Der nationale Gesetzgeber entscheidet auch darüber, ob die Schülersammelliste als Passersatz Verwendung findet.

## Geltungsbereich
Das Schülersammellisteverfahren gilt grundsätzlich im Bereich der Mitgliedstaaten der Europäischen Union. Das Verfahren gilt auch für Klassenfahrten aus der und in die Schweiz. Ob und in welchem Umfang das Verfahren auch von den übrigen Mitgliedstaaten des Europäischen Wirtschaftsraums angewendet wird (das sind Norwegen, Island und Liechtenstein), ist unklar. Bis zum 1. Oktober 2021 galt das Schülersammellisteverfahren auch noch für Großbritannien.

## Beweggründe
Fehlende Reise- und Ausweispapiere führten bei Schülerreisen in der Vergangenheit häufig zu einer Ausgrenzung von Mitschülern. Vor allem in Deutschland lediglich geduldete Schüler und Schüler, die kein eigenes Reisedokument beschaffen konnten (z. B. weil sie nur im Reisepass der Eltern eingetragen waren), konnten an Klassenfahrten in das europäische Ausland oft nicht teilnehmen. Hinzu kamen im Jahre 1994 noch die unterschiedlichen nationalen Einreisevorschriften der Mitgliedstaaten, da eine gemeinsame europäische Visapolitik erst im Jahre 2001 eingeführt wurde (siehe → Hauptartikel Verordnung (EU) 2018/1806 (EU-Visum-Verordnung)).
Für Schüler, die Staatsangehörige eines Mitgliedstaates des Europäischen Wirtschaftsraums oder der Schweiz sind, besteht innerhalb dieser Staaten allgemeine Reisefreiheit. Diese Personen können prinzipiell frei reisen, ohne dafür ein Reisedokument und ein Visum zu benötigen. Allerdings müssen sie im Falle einer Ausweiskontrolle ihre Staatsangehörigkeit nachweisen, was am einfachsten durch einen Personalausweis oder durch einen Reisepass geschieht. Zwingend ist dies aber nicht. Kein Grenzkontrollbeamter darf einen EWR-Bürger/Schweizer Bürger an der Einreise hindern, wenn die Staatsangehörigkeit anderweitig nachgewiesen wird. Besteht die Reisegruppe nur aus Staatsangehörigen des EWR oder der Schweiz und sind alle Reisenden in der Lage, ihre Staatsangehörigkeit durch einen Personalausweis oder Reisepass nachzuweisen, bedarf es keiner Schülersammelliste.
Bei drittstaatsangehörigen Schülern ist zu differenzieren: Innerhalb des Schengen-Raums (das sind alle Mitgliedstaaten des EWR und die Schweiz, ausgenommen Bulgarien, Rumänien und Irland) wird von ihnen zum Grenzübertritt ein Reisepass (Personalausweis genügt nicht) sowie der Aufenthaltstitel (irgend-)eines Mitgliedstaates des Schengen-Raums verlangt (Art. 21 Schengener Durchführungsübereinkommen). Der Schüler kann sich dann bis zu 90 Tagen innerhalb eines Zeitraums von 180 Tagen in dem anderen Mitgliedstaat aufhalten. Besitzen diese Personen keinen Pass und/oder keinen Aufenthaltstitel im Wohnsitzstaat (in Deutschland z. B. nur eine deutsche Duldung), ist eine Einreise in einen anderen EWR-Mitgliedstaat oder die Schweiz nicht möglich. Wer trotzdem – z. B. über die grüne Grenze – ausreist, macht sich in dem anderen Mitgliedstaat wegen illegaler Einreise und Aufenthalts oft strafbar. Zugleich verliert der Betroffene, wenn er dort zur Ausreise aufgefordert wird, sein Recht zur Wiedereinreise nach Deutschland. Die deutsche Duldung erlischt nämlich mit der Ausreise aus Deutschland (§ 60a Abs. 5 AufenthG) unwiderruflich.
Bei einer Schülerreise in einen Nicht-Schengen-Staat (z. B. Irland) gelten dessen nationale Einreisevorschriften. Sie verlangen von Drittstaatsangehörigen neben der Vorlage eines Passes teilweise auch die vorherige Einholung eines Visums.
Fehlen das ggf. erforderliche Visum, der Reisepass oder der Aufenthaltstitel bei einem Schüler der Reisegruppe, kommt die Verwendung der Schülersammelliste in Betracht.

## Voraussetzungen
Schülersammellisten sind für Klassenfahrten einer allgemeinbildenden Schule möglich. Über den Wortlaut des Beschlusses hinaus fallen auch berufsbildende Schulen unter die Regelung.
Die Erstellung einer Schülersammelliste kommt dann in Betracht, wenn die Klassenreise mindestens einen Grenzübertritt vorsieht und
mindestens ein drittstaatsangehöriger Schüler kein Reisedokument hat oder zwar ein Reisedokument besitzt, aber aufgrund seines Aufenthaltsstatus in das Land, in das die Klassenreise führt, nicht ohne Visum einreisen darf und er ein solches Visum nicht besitzt. Akzeptiert der Ausstellungsstaat die Schülersammelliste auch als Passersatzpapier, kann die Schülersammelliste für passlose Schüler zusätzlich als Reisedokument verwendet werden.
Ob der Grenzübertritt kontrolliert (Schengen-Außengrenze) oder unkontrolliert (Schengen-Binnengrenze) erfolgt, ist belanglos. Der Wegfall von Grenzkontrollen innerhalb des Schengen-Raums befreit nicht von der Beachtung der Einreise- und Aufenthaltsvorschriften des Transit- und des Ziellandes der Reise.
Bei Doppelstaatern gilt das Günstigkeitsprinzip: Haben sie zugleich die deutsche Staatsangehörigkeit, ist allein diese für den Grenzübertritt maßgeblich. Haben sie neben einer Drittstaatsangehörigkeit auch die Staatsangehörigkeit eines EWR-Mitgliedstaates oder der Schweiz, kommt es allein auf letztere an. Die zusätzliche Drittstaatsangehörigkeit verschlechtert ihren Status nicht.

### Schülerreisen innerhalb des Schengen-Raums
Innerhalb des Schengen-Raums wird eine Schülersammelliste regelmäßig nur dann benötigt, wenn mindestens ein drittstaatsangehöriger Schüler keinen Pass und/oder im Wohnsitzland kein vollwertiges Aufenthaltsrecht (vollwertige Aufenthaltsrechte in Deutschland sind z. B. Aufenthaltstitel in Form der Aufenthaltserlaubnis, Blaue Karte EU, Niederlassungserlaubnis, Erlaubnis zum Daueraufenthalt-EU) besitzt. Nach Art. 21 SDÜ genügt für diesen Personenkreis zum Grenzübertritt in einen anderen Schengen-Staat für einen Aufenthalt bis zu 90 Tagen in einem Zeitraum von 180 Tagen der Nationalpass und der Aufenthaltstitel des Wohnsitzstaates. Sind diese Voraussetzungen bei allen Drittstaatsangehörigen erfüllt, bedarf es keiner Schülersammelliste.
Reist dagegen z. B. ein türkischer Schüler zwar mit Pass, aber nur mit einer deutschen Duldung über die grüne Grenze von Deutschland nach Frankreich und gerät er in Paris in eine Personenkontrolle, wird er zum sofortigen Verlassen Frankreichs aufgefordert. Denn eine deutsche Duldung ist kein Aufenthaltstitel und berechtigt nicht zum Aufenthalt in Frankreich, zumal sie mit der Ausreise aus Deutschland auch erloschen ist. In diesem Fall ist eine Schülersammelliste obligatorisch, um dem türkischen Schüler die Teilnahme an der Klassenreise in Frankreich und die Rückkehr nach Deutschland zu ermöglichen.

### Schülerreisen außerhalb des Schengen-Raums
Grundlegend anders ist die Situation bei Reisen in Nicht-Schengen-Staaten der Europäischen Union, z. B. nach Irland. Irland gehört zum einen nicht zum Schengen-Raum und kontrolliert deswegen weiter umfassend an seiner Staatsgrenze. Es nimmt zum anderen nur in geringem Umfang an den Einreise- und Aufenthaltsvorschriften der Europäischen Union für Drittstaatsangehörige teil und wendet stattdessen seine nationalen Einreisevorschriften an. Visabefreiungen im Schengen-Raum gelten nicht für Irland. Der deutsche Aufenthaltstitel wird – anders als unter den Schengen-Staaten – in Irland nicht anerkannt. Schüler, die ein irisches Visum benötigen und ein solches nicht besitzen, müssen auf einer gültigen Schülersammelliste stehen; andernfalls wird ihnen die Einreise nach Irland verweigert.

## Verfahrensweise
Gehören einer Schülergruppe Schüler mit einer Drittstaatsangehörigkeit an und besitzen diese Personen nicht die für den Grenzübertritt erforderlichen Reisedokumente und Aufenthaltserlaubnisse, füllt der Klassenlehrer eine Schülersammelliste nach dem abgebildeten Muster aus.
In diese trägt er sämtliche Teilnehmer der Reisegruppe, also auch diejenigen Schüler, die EWR-Bürger und Schweizer Bürger sind, ein. Der Schulleiter bestätigt die Angaben und siegelt die Liste mit dem Schulsiegel ab.
Die insoweit ausgefüllte Liste gilt in allen Mitgliedstaaten der Europäischen Union und der Schweiz als Visumersatz.
Soll die ausgefüllte Liste zugleich als Passersatz verwendet werden (hier ist zuvor zu klären, ob das Ausstellungsland die Schülersammelliste als Passersatzpapier zulässt), muss die ausgefüllte und vom Schulleiter bestätigte Liste an die Ausländerbehörde zusammen mit einem Lichtbild der Schüler, die über kein Reisedokument verfügen, weitergeleitet werden. Die Ausländerbehörde prüft und bestätigt die Angaben hinsichtlich der passlosen Schüler, klebt deren Lichtbilder in die Liste ein und siegelt die Schülersammelliste ab. Deutschland nutzt die Passersatzfunktion der Schülersammelliste. In Deutschland kostet dies pro zu bestätigendem Schüler seit 1. September 2017 12 Euro (§ 48 Abs. 1 Nr. 7 AufenthV).
Schülersammellisten als Passersatzpapier stellen auch Polen und Slowenien aus.
Tschechien hat dem Rat der Europäischen Union mitgeteilt, dass es die Passersatzfunktion auf von seinen Behörden ausgestellten Listen nicht anwendet. Aus seiner Mitteilung geht zugleich hervor, dass Deutschland, Italien, Lettland, Österreich und die Slowakei die Passersatzfunktion nutzen, die Tschechien für sein Hoheitsgebiet dann anerkennt.

## Wirkungen
Eine ordnungsgemäß ausgefüllte deutsche Schülersammelliste ist Aufenthaltserlaubnis und (wenn die deutsche Ausländerbehörde mitgewirkt hat) auch Passersatzpapier für den Drittstaat sowie zugleich Rückkehrberechtigung nach Deutschland (§ 22 Abs. 2 AufenthV). Bei österreichischen Listen ist es ebenso. Listen anderer Staaten kommt in Deutschland die Funktion einer Aufenthaltserlaubnis für Deutschland (§ 22 Abs. 1 Nr. 3 AufenthV) und – wenn die fremde Ausländerbehörde mitgewirkt hat – auch eines Ausweisersatzes (§ 3 Abs. 3 Nr. 6 AufenthV) zu. Fehlt die Mitwirkung der Ausländerbehörde des fremden Staates, kommt der Liste allein eine Aufenthaltserlaubnisfunktion (Visafunktion) zu.